# VPNFilter
VPNFilter est un programme informatique malveillant. Il a été identifié pour la première fois le 23 mai 2018 par les analystes de Talos. Selon ce groupe, l'attaque a infecté 500 000 routeurs et l'origine en est un groupe de cybercriminels russes baptisé APT28.